# 706
Évszázadok: 7. század – 8. század – 9. század
Évtizedek: 650-es évek – 660-as évek – 670-es évek – 680-as évek – 690-es évek – 700-as évek – 710-es évek – 720-as évek – 730-as évek – 740-es évek – 750-es évek
Évek: 701 – 702 – 703 – 704 –  705 – 706 – 707 – 708 – 709 – 710 – 711

## Események

### Európa
- II. Aripert longobárd király megvakíttatja és száműzi az őt megsértő Corvulus friuli herceget. Helyére Pemmo kerül.
- Meghal I. Gisulf, Benevento longobárd hercege. Utóda fia, II. Romuald.

### Omajjád Kalifátus
- I. al-Valíd kalifa elveszi a keresztényektől Damaszkusz katedrálisát (kárpótlásul visszakapják az összes korábban elkobzott templomukat a városban) és helyén elkezdi építeni a damaszkuszi Nagymecsetet.
- A kalifa Damaszkuszban megalapítja az első bimarisztánt (muszlim kórházat).
- A kalifa jelentősen kibővítteti Medinában a Próféta mecsetét.
- Kutajba ibn Muszlim horászáni kormányzó hadjáratot indít a belháború dúlta Buharai Királyság meghódítására. Két hónapos ostrommal elfoglalja Bajkand városát, ahol minden férfit legyilkoltat, a nőket és gyerekeket pedig eladja rabszolgának.
- Majmun al-Gurgunami vezetésével arab sereg tör be a bizánci Kilikiába, de Tüana mellett a bizánciak szétverik őket és Majmun is elesik.

### Kína
- Az előző évben trónra került Csung-cung császár hercegi címeket adományoz azoknak az összeesküvőknek, akik megdöntötték anyja hatalmát és hatalomra segítették. Ezt követően azonban azzal vádolják őket, hogy részt vettek egy összeesküvésben amely felesége, Vej császárné meggyilkolására irányult és valamennyiüket száműzik, ahol aztán vagy meghalnak vagy meggyilkolják őket.

## Születések
- Han Kan, kínai festő

## Halálozások
- I. Gisulf, beneventói herceg

## Fordítás
- Ez a szócikk részben vagy egészben  a(z)   706 című angol Wikipédia-szócikk ezen változatának fordításán alapul.  Az eredeti cikk szerkesztőit annak laptörténete sorolja fel. Ez a jelzés csupán a megfogalmazás eredetét és a szerzői jogokat jelzi, nem szolgál a cikkben szereplő információk forrásmegjelöléseként.